# Mobile Battleship Nadesico
Mobile Battleship Nadesico (機動戦艦ナデシコ?, Kidō senkan Nadeshiko), noto anche come Nadesico, la corazzata robotica nelle anticipazioni, è un anime fantascientifico di 26 episodi trasmesso in Giappone nel 1996, ed in seguito adattato in un manga disegnato da Kia Asamiya. Il manga, pubblicato in Italia dalla Planet Manga con il titolo L'incrociatore stellare Nadesico, è significativamente differente dalla sua controparte animata, che invece è arrivata in Italia grazie alla Dynit. Dopo la fine della serie è stato prodotto anche il film Mobile Battleship Nadesico the Movie - Il principe delle tenebre.

## Trama
La serie si svolge nel 2196, un periodo in cui la Terra è in guerra contro un popolo di alieni invasori chiamati "Lucertole di Giove". Per combatterli, una compagnia chiamata Nergal ha creato una potentissima nave da combattimento, la ND-001 Nadesico. Il principale problema con la Nadesico è il suo equipaggio. Anche se è composto dai migliori esperti in ogni campo, questi individui tendono a comportarsi spesso in maniera piuttosto sconclusionata.
Il protagonista, Akito Tenkawa, è un ragazzo dal passato misterioso; un tempo residente di una colonia di Marte, fuggì dalla sua distruzione per mano delle Lucertole di Giove e giunse sulla Terra, senza memoria di come ci fosse arrivato, ma con un'incredibile paura per gli invasori. Odia combattere e ha l'unico desiderio di diventare uno chef, comunque è continuamente chiamato come pilota di una delle Aestevalis, i robot da combattimento della Nadesico. Inoltre a bordo della Nadesico, Akito deve vedersela con un altro tipo di problemi; quasi tutti i membri femminili dell'equipaggio, soprattutto il capitano Yurika Misumaru, sembrano essere innamorate di Akito, mentre tutto ciò che vorrebbe fare lui è soltanto cucinare e guardare il suo anime preferito, Gekiganger 3.

## Personaggi
I tre protagonisti di Mobile Battleship Nadesico si possono riscontrare nelle figure di Akito Tenkawa, protagonista assoluto della serie, un giovane aspirante cuoco che si vede suo malgrado costretto a diventare un pilota e combattere l'invasione aliena; Yurika Misumaru, bella e stralunata comandante della Nadesico, innamorata di Akito; Ruri Hoshino, glaciale ragazzina prodigio, che sembra essere più a suo agio con i computer che con gli umani.

## Gekiganger 3
Gekiganger 3 (ゲキ・ガンガー3?, Geki Gangā Surī) è una serie televisiva animata immaginaria, seguita dai personaggi dell'anime. Nella finzione di Mobile Battleship Nadesico, quindi Gekiganger 3 è un anime robotico ispirato agli anime degli anni settanta di Gō Nagai ed in particolar modo a Getter Robot. Inizialmente soltanto i personaggi di Gai Daigoji ed Akito Tenkawa seguono la serie. In seguito a loro si aggiunge anche Hikaru Amano, e prima della fine della serie, tutto l'equipaggio sembra essersi appassionato a Gekiganger 3. Benché Gekiganger 3 esista soltanto attraverso alcuni spezzoni di anime mostrati nel corso degli episodi di Mobile Battleship Nadesico, è possibile comunque delineare una trama di fondo e distinguere alcuni elementi, che sono stati poi sviluppati nell'OAV Gekiganger 3 prodotto nel 1998 dalla Xebec.

## Media

### Serie TV

Il protagonista Akito nella sigla d'apertura dell'anime

L'anime di Mobile Battleship Nadesico è stato diretto da Tatsuo Sato e prodotto da TV Tokyo, Xebec e Yomiko Adverttising, Inc. La serie è stata trasmessa su Bandai Channel e TV Tokyo dal 1º novembre 1996 al 24 marzo 1997. È stato poi licenziato negli Stati Uniti dalla ADV Films che l'ha pubblicata originariamente in dodici VHS con il titolo Martian Successor Nadesico. In seguito, la serie è stata ripubblicata in 6 DVD. Il 24 settembre 2002, la ADV Films ha pubblicato un cofanetto contenente tutti e sei i DVD ed intitolato Martian Successor Nadesico - Complete Chronicles. Il 1º gennaio 2008, è stata pubblicata una collezione contenente tutti gli episodi ed intitolata Martian Successor Nadesico - Perfect Collection. 
In Italia la serie è stata adattata e inizialmente pubblicata da Dynamic Italia in 12 VHS uscite tra il 2000 e il 2001. Successivamente è stata ripubblicata da Dynit in 7 DVD nel 2008 con audio italiano rimasterizzato in 5.1. Il 1º episodio è stato trasmesso su MTV il 12 dicembre 2000 all'interno del contenitore Robothon mentre l'intera serie è andata in onda su Cooltoon dal 7 settembre al 12 ottobre 2009.

#### Episodi
| Nº | Titolo italiano 'Giapponese 「Kanji」 - Rōmaji                                                              | In onda          | In onda           |
| Nº | Titolo italiano 'Giapponese 「Kanji」 - Rōmaji                                                              | Giapponese       | Italiano          |
| 1  | Comportiamoci da "veri uomini"! 「「男らしく」で いこう!」 - Saa, otoko' ni tatakaemasu!                    | 1º ottobre 1996  | 7 settembre 2009  |
| 2  | Affidate a noi il destino della "verde Terra" 「「緑の地球」は任せとけ」 - 'Midori no chikyū' wa makasetoke | 8 ottobre 1996   | 8 settembre 2009  |
| 3  | Un inaspettato "addio" 「早すぎる「さよなら」!」 - Hayasugiru 'sayonara'!                                   | 15 ottobre 1996  | 9 settembre 2009  |
| 4  | "Batticuore" nel cielo azzurro 「水色宇宙に「ときめき」」 - Mizuiro uchū ni 'tokimeki'                      | 22 ottobre 1996  | 10 settembre 2009 |
| 5  | Il diario di bordo della "piccola" Ruri 「ルリちゃん「航海日誌」」 - Ruri-chan 'kōkai nisshi'               | 29 ottobre 1996  | 11 settembre 2009 |
| 6  | La scelta del "destino" 「「運命の選択」みたいな」 - 'Unmei no sentaku' mitai na                            | 5 novembre 1996  | 14 settembre 2009 |
| 7  | Un giorno canterai questa "canzone" 「いつかお前が「歌う詩」」 - Itsuka omae ga 'utau uta'                  | 12 novembre 1996 | 15 settembre 2009 |
| 8  | Il "calore" della fredda equazione 「温めの「冷たい方程式」」 - Nurume no 'tsumetai hōteishiki'             | 19 novembre 1996 | 16 settembre 2009 |
| 9  | Il bacio: una miracolosa "strategia"? 「奇跡の作戦「キスか?」」 - Kiseki no sakusen 'Kisu ka?'              | 26 novembre 1996 | 17 settembre 2009 |
| 10 | È pericoloso comportarsi "da donna" 「「女らしく」がアブナイ」 - 'Onna rashiku' ga abunai                   | 3 dicembre 1996  | 18 settembre 2009 |
| 11 | Improvvisamente, una "promessa"? 「気がつけば「お約束」?」 - Ki ga tsukeba 'oyakusoku'?                     | 10 dicembre 1996 | 21 settembre 2009 |
| 12 | Quei giorni "indimenticabili" 「あの「忘れえぬ日々」」 - Ano 'wasure enu hibi'                              | 17 dicembre 1996 | 22 settembre 2009 |
| 13 | La "verità" non è una sola 「「真実」は一つじゃない」 - 'Shinjitsu' wa hitotsu ja nai                       | 24 dicembre 1996 | 23 settembre 2009 |
| 14 | L'anime dal sangue "bollente" 「「熱血アニメ」でいこう」 - 'Nekketsu anime' de ikō                          | 31 dicembre 1996 | 24 settembre 2009 |
| 15 | Il "fidanzato" venuto da un lontano pianeta 「遠い星からきた「彼氏」」 - Tōi hoshi kara kita 'kareshi'      | 7 gennaio 1997   | 25 settembre 2009 |
| 16 | La "nostra guerra" ha inizio 「「僕達の戦争」が始まる」 - 'Boku-tachi no sensō' ga hajimaru                 | 14 gennaio 1997  | 28 settembre 2009 |
| 17 | Un "secondo incontro" avvenuto troppo tardi 「それは「遅すぎた再会」」 - Sore wa 'ososugita saikai'         | 21 gennaio 1997  | 29 settembre 2009 |
| 18 | Il "mio suono" è quello prodotto dall'acqua 「水の音は「私」の音」 - Mizu no oto wa 'watashi' no oto        | 28 gennaio 1997  | 30 settembre 2009 |
| 19 | Il "comandante" di domani sei tu 「明日の「艦長」は君だ!」 - Asu no 'kanchō' wa kimi da!                    | 4 febbraio 1997  | 1º ottobre 2009   |
| 20 | Dedichiamoci alla guerra "in silenzio" 「深く静かに「戦闘」せよ」 - Fukaku shizuka ni 'sentō' seyo          | 11 febbraio 1997 | 2 ottobre 2009    |
| 21 | La prateria dove un tempo "correvo in bici" 「いつか走った「草原」」 - Itsuka hashitta 'sōgen'              | 18 febbraio 1997 | 5 ottobre 2009    |
| 22 | Difendere a oltranza "il visitatore"? 「「来訪者」を守り抜け?」 - 'Raihōsha' o mamorinuke?                  | 25 febbraio 1997 | 6 ottobre 2009    |
| 23 | Un luogo chiamato "patria" 「「故郷」と呼べる場所」 - 'Furusato' to yoberu basho                            | 4 marzo 1997     | 7 ottobre 2009    |
| 24 | La "giustizia" è ovunque 「どこにでもある「正義」」 - Doko ni demo aru 'seigi'                              | 11 marzo 1997    | 8 ottobre 2009    |
| 25 | Essere "noi stessi" 「「私らしく」自分らしく」 - 'Watashi rashiku' jibun rashiku                            | 18 marzo 1997    | 9 ottobre 2009    |
| 26 | "Per te che un giorno incontrerò" 「「いつか逢う貴女のために」」 - Itsuka au anata no tame ni               | 25 marzo 1997    | 12 ottobre 2009   |

#### Colonna sonora
Sigla di apertura
- You Get to Burning cantata da Yumi Matsuzawa

Sigle di chiusura
- Watashi rashiku cantata da Hōko Kuwashima (ep. 1-25)
- Itsuka… shinjite cantata da Matsumura Kazumi (ep. 26)

Altre canzoni
- Let's go Gekiganger 3 tema di Gekiganger (ep. 13-15, 17)
- V is for Victory tema di Gekiganger (ep. 19)

Brani inseriti
- Aestivalis no March cantata dai The Aestivalis Team Members (ep. 11)
- Ginga no Christmas cantata da Miyuki Ichijou e dalle Howmei Girls (ep. 13)
- Anata no ichiban ni naritai cantata da Omi Minami (ep. 19)
- Delicious Island cantata dalle Howmei Girls (ep. 19)
- Watashi rashiku cantata da Hōko Kuwashima (ep. 19)

### Manga

Copertina del secondo volume dell'edizione italiana del manga, raffigurante Yurika Misumaru

Un adattamento dell'anime in fumetto di Mobile Battleship Nadesico è stato serializzato dal settembre 1996 al febbraio 1999 sulla rivista Monthly Shōnen Ace edita da Kadokawa Shoten. L'adattamento è stato curato dal mangaka Kia Asamiya. La serie si è conclusa in quattro volumi, pubblicati anche in Italia da Planet Manga divisi in sei numeri.

#### Volumi
| 1 | 1-2 | 7 febbraio 1997 | ISBN 4-04-713174-1 | 1º novembre 1997 1º dicembre 1997 |
| 1 | 1-2 | Capitoli - 01. Si parte! - Let's Go!! - 02. Incontrarsi di nuovo!! - Meet Again - 03. Verso lo spazio!! - In the Space - 04. La Nadesico contro la Susanoh - Nadesico Vs. Susanoh - 05. Morte nello spazio - Death in Outer Space - 06. Sotto la bandiera della Nadesico - Under the Flag of Nadesico |                    |                                   |
| 2 | 3-4 | agosto 1997 | ISBN 4-04-713192-X | 1º gennaio 1998 1º febbraio 1998  |
| 2 | 3-4 | Capitoli - 07. Caduta su Marte - A Fall into Mars - 08. Marte, il pianeta natale di Akito - Mars, Akito's Mother Planet - 09. La Nadesico decolla da Marte - Take Off Nadesico from Mars - 10. La tonante Yamato-Nadesico - Thundering Yamato-Nadesico - 10. La tonante Yamato-Nadesico - Thundering Yamato-Nadesico - 11. La Nadesico viene catturata - Being Captured - 12. La donna incontrata alla fine della Luna e la ragazza scomparsa nello spazio - The Lady Met on the Moon and The Lady Gone Somewhere |                    |                                   |
| 3 | 5   | luglio 1998 | ISBN 4-04-713224-1 | 9 maggio 2000                     |
| 3 | 5   | Capitoli - 13. Akito va in battaglia - Akito Got His Aesti Valis - 14. Come l'equipaggio della vecchia Nadesico passa il tempo - Some Cases of Formerly a Nadesico Crew - 15. Tempo diviso a metà - Double Dealing - 16. La verità intravista per un attimo - A Temporary Step of Truth - 17. Scorre il tempo, scorrono i ricordi - Passing and Imagine - 18. Battaglia decisiva su Giove - Decisive Battle of Jupiter                                                                                            |                    |                                   |
| 4 | 6   | febbraio 1999 | ISBN 4-04-713257-8 | 12 luglio 2000                    |
| 4 | 6   | Capitoli - 19. All'estremità di Giove - The Edge of Jupiter - 20. La verità - The Truth - 21. Riunione d'emergenza a bordo della Nadesico - Emergency Meeting in Nadesico - 22. La Luna è in fiamme? - Can You See a Blazing Moon?? - 23. La battaglia finale - The Final Battle - 24. Per sempre Nadesico - Be Forever Nadesico - 25. L'incrociatore spaziale Nadesico - The Final Nadesico |                    |                                   |

### OAV
È stato pubblicato un OAV dedicato a Gekiganger 3, la serie animata immaginaria, vista dai protagonisti della serie.

### Film
Il film cinematografico Mobile Battleship Nadesico the Movie - Il principe delle tenebre è un sequel della serie ambientato diversi anni dopo gli eventi raccontati in televisione. Il film vinse l'Animage Grand Prix nel 1998.

### Videogiochi
Sono stati pubblicati quattro videogiochi basati sulla serie, benché esclusivamente in Giappone. Il primo gioco, pubblicato per Sega Saturn nel 1997, si intitola semplicemente Mobile Battleship Nadesico. Si tratta di un simulatore di appuntamenti con alcuni elementi mecha. Il gioco ricevette un punteggio di 6.66 da Sega Saturn Magazine. Un secondo capitolo, sempre per Sega Saturn, è stato pubblicato l'anno seguente con il titolo Mobile Battleship Nadesico: The Blank of Three Years (機動戦艦ナデシコ The blank of 3 years?, Kidō senkan Nadeshiko The blank of 3 years). Si tratta di un'avventura grafica degli eventi sia della serie televisiva che del film. Al momento dell'uscita, i quattro recensori della rivista Famitsū hanno dato un punteggio di 24/40 mentre Sega Saturn Magazine gli assegnò come voto 7.66 su 10. Pubblicato per Dreamcast nel 1999, Mobile Battleship Nadesico: The Mission (機動戦艦ナデシコ NADESICO THE MISSION?, Kidō senkan Nadeshiko NADESICO THE MISSION), continua la storia del film Il principe delle tenebre. Il gioco ricevette da Famitsū un punteggio di 27/40, Dreamcast Magazine gli conferì un 6.66 mentre Dorimaga gli assegnò un 8.7. Infine, un gioco mahjong per Game Boy Color è stato pubblicato con il titolo Mobile Battleship Nadesico: Ruriruri Mahjong (機動戦艦ナデシコ ルリルリ麻雀?, Kidō senkan Nadeshiko Ruriruri Mājan).
Nadesico compare anche in alcuni episodi delle saghe videoludiche Super Robot Wars e Another Century's.